# كاشيرولا

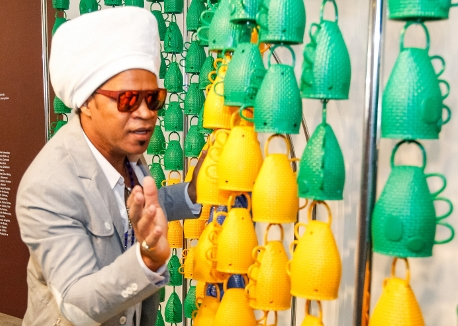
آلة الكاشيرولا مع مخترعها كارلينوس براون.

الكاشيرولا (بالبرتغالية: Caxirola‏) هي آلة إيقاعية برازيلية ابتكرها الموسيقي البرازيلي كارلينوس براون. تتكون الكاشيرولا من سلة بلاستيكية مغلفة وقاع مسطحة ملوءة بالجزيئات الصناعية الصغيرة. يتسبب هزها يإصدار صوت موسيقي.
وهذه الآلة تشبه فوفوزيلا، وهي مصممة لخلق صوت أكثر ليونة من القرن الأفريقي الفوفوزيلا التي ظهرت بشكل بارز خلال نهائيات كأس العالم 2010، وتستخدم عادة في ملاعب كرة القدم في البرازيل. تم اعتماد الكاشيرولا في 27 سبتمبر 2012 من قبل وزارة الرياضة البرازيلية بصفتها كأداة موسيقية رسمية لكأس العالم لكرة القدم عام 2014، في محاولة لوزارة الرياضة البرازيلية وتهدف من خلالها لنشر الثقافة البرازيلية باستفادتها من بطولة كأس العالم. على الرغم من ذلك، فإن الاتحاد الدولي لكرة القدم قد أعلن عن حظر دخول آلة الكاشيرولا الإيقاعية لمباريات كأس العالم لأسباب تتعلق بالسلامة.